# Processeur 128 bits

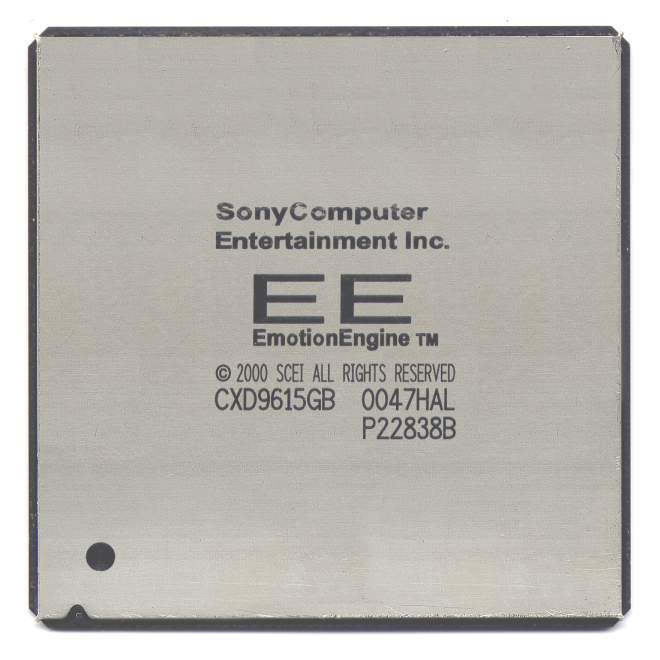
L'Emotion Engine de la PlayStation 2, un processeur 64 bits avec des registres de 128 bits.

Un processeur 128 bits est un processeur dont la largeur des registres est de 128 bits sur les nombres entiers.
L'ordinateur IBM 370 peut être considéré comme le premier système partiellement 128 bits puisqu'il peut manipuler des nombres en virgule flottante codés sur 128 bits. Le jeu d'instructions virtuel de l'AS/400 utilise des pointeurs sur 128 bits.
Un multi-comparateur 128 bits a été décrit par des chercheurs en 1976.
Un processeur 128 bits a été étudié dès 1999 par des chercheurs de Sony dans un article édité par l'IEEE.